# Adam Szczepanowski
Adam Edward Szczepanowski (ur. 14 grudnia 1958 w Kętrzynie) – polski ekonomista, samorządowiec i nauczyciel, działacz katolicki, doktor nauk ekonomicznych, w latach 1999–2002 członek zarządu województwa podlaskiego. Dziekan Wydziału Nauk Ekonomicznych Wyższej Szkoły Finansów i Zarządzania w Białymstoku w latach 2015–2019.

## Życiorys
Absolwent technikum elektrycznego w Giżycku. W 1983 ukończył studia z wychowania technicznego na Uniwersytecie Warszawskim (filia w Białymstoku). Kształcił się podyplomowo: w zakresie informatyki oraz zarządzania na Politechnice Białostockiej, w zakresie zarządzania badaniami i pracami rozwojowymi w Wyższej Szkole Ekonomicznej w Białymstoku, a także w zakresie organizacji i zarządzania oświatą w Wyższej Szkole Finansów i Zarządzania w Białymstoku. Pracował jako nauczyciel przedmiotów technicznych i informatyki w szkole wiejskiej.
W 2006 obronił na Akademii Ekonomicznej we Wrocławiu doktorat w zakresie nauk ekonomicznych (specjalność: gospodarka turystyczna) na podstawie pracy pt. Markowe produkty turystyczne jako czynnik zrównoważonego rozwoju obszarów przyrodniczo cennych. W 2007 roku został adiunktem w Wyższej Szkole Finansów i Zarządzania w Białymstoku. Objął funkcję dziekana Wydziału Nauk Ekonomicznych tej uczelni, a później pełnomocnika rektora ds. Współpracy i Rozwoju. Autor czterech książek (monografii) oraz ponad 70 artykułów naukowych dotyczących ekonomii, zarządzania, marki i turystyki, a także dwóch publikacji o tematyce religijnej. W 2010 objął funkcję wiceprezesa białostockiego oddziału Polskiego Towarzystwa Ekonomicznego.
Był przewodniczącym Rady Ruchów Katolickich Archidiecezji Białostockiej w latach 1994–2000. W 1997 należał do założycieli Chrześcijańskiego Ruchu Społecznego „Dobro Wspólne”. Zaangażował się w działalność w ramach Akcji Wyborczej Solidarność, w 1998 uzyskał mandat w sejmiku podlaskim. 1 stycznia 1999 został Członkiem Zarządu Województwa Podlaskiego, odpowiedzialnym za oświatę, kulturę, sport i turystykę. Stanowisko to zajmował do końca kadencji 30 listopada 2002 (w sierpniu 2002 zawieszono go wskutek wykorzystania stanowiska do celów prywatnych). W 2002 związał się z komitetem Wspólna Inicjatywa – Polska Podlasie, który zgłosił go na marszałka województwa. W tym samym roku nie ubiegał się o reelekcję do sejmiku.
W 2016 odznaczony Brązowym Krzyżem Zasługi za zasługi w działalności na rzecz rozwoju nauki na wniosek Ministra Nauki i Szkolnictwa Wyższego.

## Życie prywatne
Żonaty, ma dwóch synów. Działał jako animator i koordynator Ruchu Odnowy w Duchu Świętym oraz Ruchu Światło-Życie. Został założycielem i w latach 2004–2020 przewodniczącym Stowarzyszenia Odnowa Rodzin.